# 全国人大培训中心
全国人大培训中心，隶属全国人民代表大会常务委员会办公厅。

## 简介
全国人大培训中心承担人大系统干部的培训工作，同时承担全国人大代表培训工作。对全国人大代表的培训是该中心承担的重要任务之一，例如第十二届全国人大代表选举产生后，2013年全国人大常委会办公厅组织近2700位全国人大代表参加初任学习、1200多位全国人大代表参加履职学习，2014年到2017年已举办12期代表专题学习班及研讨班、2期少数民族代表学习班，平均每年有1000多位第十二届全国人大代表参加学习。
该中心在多地设有培训基地：
- 全国人大北戴河培训基地：即全国人大机关服务中心北戴河休养院（碧螺湖宾馆），位于河北省秦皇岛市北戴河区金山路5号[2]。

- 全国人大深圳培训基地：即深圳人大干部培训中心，位于广东省深圳市福田区深南大道6002号人民大厦。原名“深圳全国人大干部培训中心”，是全国人大常委会办公厅与深圳市人大常委会办公厅合作兴建的全国人大系统最高层次培训机构。该中心于1993年筹建，1996年12月5日正式开业，是深圳市人大常委会直属的正局级事业单位。2007年，深圳市事业单位改革，该中心的人事和经营仍由深圳市人大常委会办公厅管理，资产转至深圳市国资委。2010年起，实行深圳市人大常委会办公厅和深圳市投资控股有限公司共同监管模式。2010年7月，该中心获全国人大常委会批准冠名为“全国人大深圳培训基地”。该中心自有的人民大厦高25层，总建筑面积3万余平方米，2011年按照四星级酒店标准重新装修。该中心集培训、住宿、餐饮、写字楼为一体，设有客房、中餐厅、会议室、教室，以及3间大型会议室（深圳厅、福田厅、龙岗厅）[4]。

- 全国人大北京培训基地：即全国人大会议中心下设的顺喜山庄，位于北京市顺义区高丽营镇府荣街76号。“全国人大北京培训基地”匾额由全国人大常委会委员长吴邦国题写[5]。

## 历任领导
| 主任 …… - 张朴（？—？） - 李维国（？—） | 副主任 …… - 陈庆立（？—？） - 郭林茂（？—？） - 崔文良（？—？） - 谢日荣（？—？） |